# 98943 Torifune
98943 Torifune è un asteroide near-Earth. Scoperto nel 2001, presenta un'orbita caratterizzata da un semiasse maggiore pari a 1,032312 UA e da un'eccentricità di 0,219237, inclinata di 4,807776° rispetto all'eclittica. Ha un periodo di rotazione di 5,017 ore.